# Ardisia meghalayensis
Ardisia meghalayensis är en viveväxtart som beskrevs av Madhavan Parameswarau Nayar och G.S. Giri. Ardisia meghalayensis ingår i släktet Ardisia och familjen viveväxter. Inga underarter finns listade i Catalogue of Life.